# 다카하시 요시키 (2001년)
다카하시 요시키(일본어: 髙橋 馨希, 2001년 6월 16일~)는 일본의 축구 선수이다.

## 구단 경력
그는 2023년 J3리그의 카탈레 도야마에 입단했다. 2024년 J3리그 3위를 기록하여 J2리그로 승격했다.